# Stuart Christie
Stuart Christie (* 10. Juli 1946 in Glasgow, Schottland; † 15. August 2020) war ein Anarchist und Gründer und Herausgeber der Black Flag.

## Leben
Bekannt wurde Christie durch sein versuchtes Attentat auf den spanischen Diktator Francisco Franco im Jahr 1964. Bevor er jedoch das Attentat verüben konnte, wurde er am 11. August 1964 in Madrid festgenommen. Christie wurde daraufhin von einem Militärgericht zu 20 Jahren Haft verurteilt. Auf internationalen Druck hin (unter anderem mit der Unterstützung von Bertrand Russell und Jean-Paul Sartre) wurde er bereits nach drei Jahren Haft freigelassen und konnte nach Großbritannien zurückkehren.
Stuart Christie wurde eine Verwicklung in die Anschläge der Londoner Stadtguerilla Angry Brigade von 1970 bis 1972 nachgesagt, wovon er aber vor Gericht freigesprochen wurde. In den 1970er Jahren gründete er zusammen mit Albert Meltzer das Magazin Black Flag und reformierte mit ihm die Gefangenenhilfsorganisation Anarchist Black Cross mit einem Schwerpunkt auf Hilfe für politische Gefangene in Francos Spanien. Später gründete er den Kleinverlag Cienfuegos Press sowie ChristieBooks und den Anarchist Film Channel mit über 300 Filmen rund um das Thema Anarchie.

## Werke
- Meine Oma, General Franco und ich. Edition Nautilus, Hamburg 2014. ISBN 978-3-89401-787-3 (Autobiografie).
  - Erstausgabe: Granny made me an Anarchist. Scribner, London 2004.
- General Franco made me a Terrorist.
- Edward Heath made me Angry.
- We, the Anarchists! A Study of the Iberian Anarchist Federation (FAI) 1927–1937. im Textarchiv – Internet Archive